# Jerzy Herbich
Jerzy Kazimierz Herbich (ur. 1944, zm. 19 października 2021) – polski chemik, prof. dr hab.

## Życiorys
W 1967 ukończył studia chemiczne na Politechnice Warszawskiej, 27 października 1977 obronił pracę doktorską Spektroskopia i struktura elektronowa monokationu chinoksaliny w najniższych stanach elektronowo wzbudzonych, 30 listopada 1998 habilitował się na podstawie pracy zatytułowanej Fotoindukowane wewnątrzcząsteczkowe przenoszenie elektronu w cząsteczkach typu donor-akceptor. Aspekty strukturalne i wpływ środowiska. 14 kwietnia 2008 nadano mu tytuł profesora w zakresie nauk chemicznych.
Został zatrudniony na stanowisku profesora zwyczajnego w Instytucie Chemii Fizycznej Polskiej Akademii Nauk, oraz w Instytucie Chemii; Szkole Nauk Ścisłych na Wydziale Matematycznym i Przyrodniczym Uniwersytetu Kardynała Stefana Wyszyńskiego.
Był zastępcą dyrektora i sekretarzem Rady Naukowej Instytutu Chemii Fizycznej Polskiej Akademii Nauk.
Zmarł 19 października 2021.